# Durango-Durango Emakumeen Saria
La Durango-Durango Emakumeen Saria es una carrera ciclista femenina profesional de un día española que se disputa en Durango (País Vasco) y sus alrededores; desde 2016 a mediados del mes de abril un día antes de la Emakumeen Bira. 
Se creó en 2001 como carrera profesional de categoría 1.9.2 (última categoría del profesionalismo femenino) renombrándose esa categoría en 2005 por la 2.1 manteniendo la carrera dicho status. La edición del 2008 no se disputó. Tradicionalmente se ha disputado a primeros del mes de junio, dos días después del Gran Premio Ciudad de Valladolid (desaparecida en 2012) y dos días antes que la Emakumeen Bira. En 2015 pasó a realizarse un día antes que la Bira ya que esa pasó a tener etapa prólogo y en 2016 pasó a realizarse en abril debido al cambio de fechas de la Bira para garantizar una buena participación debido a la creación del UCI WorldTour Femenino y para aprovechar parte de la logística televisiva de la Vuelta al País Vasco. En 2016 volvió a cambiarse sus fechas por las de mediados de mayo, debido al cambio de fechas de la Emakumeen Bira.
Su recorrido es muy similar todos los años, recorriendo la comarca del Duranguesado (Vizcaya): tras el comienzo en Durango un primer circuito de unos 20 km con inicio y final en Elorrio al que se dan cuatro vueltas con el alto de Miota como dificultad y finalmente un último circuito de unos 30 km con inicio y final en Durango con doble paso por el alto de Montecalvo (en euskera llamado Muniketa o Muniketagane) por distintas vertientes, completando un total de entre 110 y 113 km. En 2016 cambió el recorrido final suprimiendo las dos subidas a Montecalvo y cambiándolo por la ascensión al puerto de Garai por 2 vertientes diferentes.
Está organizada por la Sociedad Ciclista Duranguesa.

## Palmarés
| Año                       | Ganador                | Segundo               | Tercero               |
| ------------------------- | ---------------------- | --------------------- | --------------------- |
| 2001                      | Sara Felloni           | Ruth Martínez         | Rosa María Bravo      |
| 2002                      | Joane Somarriba        | Marta Vilajosana      | Rosa María Bravo      |
| 2003                      | Joane Somarriba        | Eneritz Iturriaga     | Edita Pučinskaitė     |
| 2004                      | Joane Somarriba        | Jolanta Polikevičiūtė | Edita Pučinskaitė     |
| 2005                      | Mirjam Melchers        | Trixi Worrack         | Theresa Senff         |
| 2006                      | Susanne Ljungskog      | Dorte Lohse           | Theresa Senff         |
| 2007                      | Edita Pučinskaitė      | Mirjam Melchers       | Marta Bastianelli     |
| 2008 edición no realizada |                        |                       |                       |
| 2009                      | Noemi Cantele          | Judith Arndt          | Emma Johansson        |
| 2010                      | Marianne Vos           | Emma Johansson        | Annemiek van Vleuten  |
| 2011                      | Marianne Vos           | Emma Johansson        | Judith Arndt          |
| 2012                      | Emma Pooley            | Charlotte Becker      | Judith Arndt          |
| 2013                      | Marianne Vos           | Emma Johansson        | Evelyn Stevens        |
| 2014                      | Marianne Vos           | Lizzie Armitstead     | Emma Johansson        |
| 2015                      | Emma Johansson         | Katarzyna Niewiadoma  | Elena Cecchini        |
| 2016                      | Megan Guarnier         | Elisa Longo Borghini  | Emma Johansson        |
| 2017                      | Annemiek van Vleuten   | Shara Gillow          | Eider Merino          |
| 2018                      | Anna van der Breggen   | Annemiek van Vleuten  | Sabrina Stultiens     |
| 2019                      | Lucy Kennedy           | Amanda Spratt         | Soraya Paladin        |
| 2020                      | Annemiek van Vleuten   | Anna van der Breggen  | Elisa Longo Borghini  |
| 2021                      | Anna van der Breggen   | Annemiek van Vleuten  | Cecilie Uttrup Ludwig |
| 2022                      | Pauliena Rooijakkers   | Veronica Ewers        | Cecilie Uttrup Ludwig |
| 2023                      | Ashleigh Moolman-Pasio | Ane Santesteban       | Claire Steels         |
| 2024                      | Cédrine Kerbaol        | Évita Muzic           | Thalita De Jong       |
| 2025                      | Isabella Holmgren      | Évita Muzic           | Thalita De Jong       |

## Palmarés por países
| País           | Victorias |
| -------------- | --------- |
| Países Bajos   | 10        |
| España         | 3         |
| Italia         | 2         |
| Suecia         | 2         |
| Lituania       | 1         |
| Reino Unido    | 1         |
| Estados Unidos | 1         |
| Australia      | 1         |
| Sudáfrica      | 1         |
| Francia        | 1         |
| Canadá         | 1         |